# زوال شناختی ناشی از تشعشعات
زوال شناختی ناشی از تشعشعات (انگلیسی: Radiation-induced cognitive decline)، ارتباط احتمالی بین پرتودرمانی و اختلال شناختی را شرح می‌دهد. پرتودرمانی عمدتاً در درمان سرطان استفاده می‌شود. پرتودرمانی می‌تواند برای درمان، مراقبت یا کوچک کردن تومورهایی که کیفیت زندگی را مختل می‌کنند، استفاده شود. گاهی پرتودرمانی به تنهایی استفاده می‌شود؛ گاهی همراه با شیمی‌درمانی و جراحی استفاده می‌شود. برای افراد مبتلا به تومورهای مغزی، پرتودرمانی می‌تواند یک درمان مؤثر باشد زیرا شیمی‌درمانی اغلب به دلیل سد خونی-مغزی کمتر مؤثر است. متأسفانه برای برخی از بیماران، با گذشت زمان، افرادی که پرتودرمانی دریافت کرده‌اند ممکن است دچار نقص در توانایی‌های یادگیری، حافظه و پردازش اطلاعات مکانی شوند. توانایی‌های یادگیری، حافظه و پردازش اطلاعات مکانی به عملکرد مناسب هیپوکامپ وابسته هستند؛ بنابراین، هرگونه اختلال در عملکرد هیپوکامپ منجر به نقص در توانایی یادگیری، حافظه و پردازش اطلاعات مکانی خواهد شد.
هیپوکامپ (⎘ هیپوکامپ) یکی از دو ساختار دستگاه عصبی مرکزی است که در آن نوروژنز (عصب‌زایی) پس از تولد ادامه می‌یابد. ساختار دیگری که تحت نوروژنز قرار می‌گیرد، پیاز بویایی است؛ بنابراین، پیشنهاد شده است که نوروژنز نقشی در عملکرد مناسب هیپوکامپ و پیاز بویایی دارد. برای آزمایش این پیشنهاد، گروهی از موش‌ها با نوروژنز هیپوکامپ طبیعی (گروه کنترل) تحت یک تمرین تشخیص مکان قرار گرفتند که برای تکمیل آن به عملکرد صحیح هیپوکامپ نیاز بود. پس از آن، گروه دوم موش‌ها (گروه آزمایش) تحت همان تمرین قرار گرفتند، اما در آن آزمایش، نوروژنز آنها در هیپوکامپ متوقف شد. مشخص شد که گروه آزمایش قادر به تشخیص بین قلمرو آشنا و ناشناخته خود نبود. گروه آزمایش زمان بیشتری را صرف کاوش در قلمرو آشنا کرد، در حالی که گروه کنترل زمان بیشتری را صرف کاوش در قلمرو جدید کرد. نتایج نشان می‌دهد که نوروژنز در هیپوکامپ برای حافظه و عملکرد صحیح هیپوکامپ مهم است.